# Gudisa Shentema
Gudisa Shentema (* 19. Juni 1980) ist ein äthiopischer Marathonläufer.
2003 gewann er die Bronzemedaille bei den Panafrikanischen Spielen, und im Jahr darauf wurde er Vierter beim Rock ’n’ Roll Arizona Marathon.
2005 qualifizierte er sich als Vierter beim Rotterdam-Marathon für die Leichtathletik-Weltmeisterschaften in Helsinki, bei denen er den 13. Platz belegte, und siegte beim Philadelphia-Halbmarathon. 2006 wurde er Zweiter beim Berlin-Marathon und Dritter bei den 10 km de la Provence à Marseille. Beim Marathon der Weltmeisterschaften 2007 erreichte er nicht das Ziel.
2008 wurde er Vierter beim Dubai-Marathon, Zweiter beim Paris-Halbmarathon und Vierter beim Paris-Marathon. 2011 gelang ihm mit einem Sieg beim Hamburg-Marathon ein Comeback.

## Persönliche Bestzeiten
- 10-km-Straßenlauf: 28:27 min, 19. November 2006, Marseille
- Halbmarathon: 1:01:09 h, 2. März 2008, Paris
- Marathon: 2:07:34 h, 6. April 2008, Paris